# Église Saint-Martin de Gresswiller
L'église Saint-Martin est un monument historique situé à Gresswiller, dans le département français du Bas-Rhin.

## Localisation
Ce bâtiment est situé place de la Mairie à Gresswiller.

## Historique
L'édifice fait l'objet d'une inscription au titre des monuments historiques depuis 1937.

## Architecture

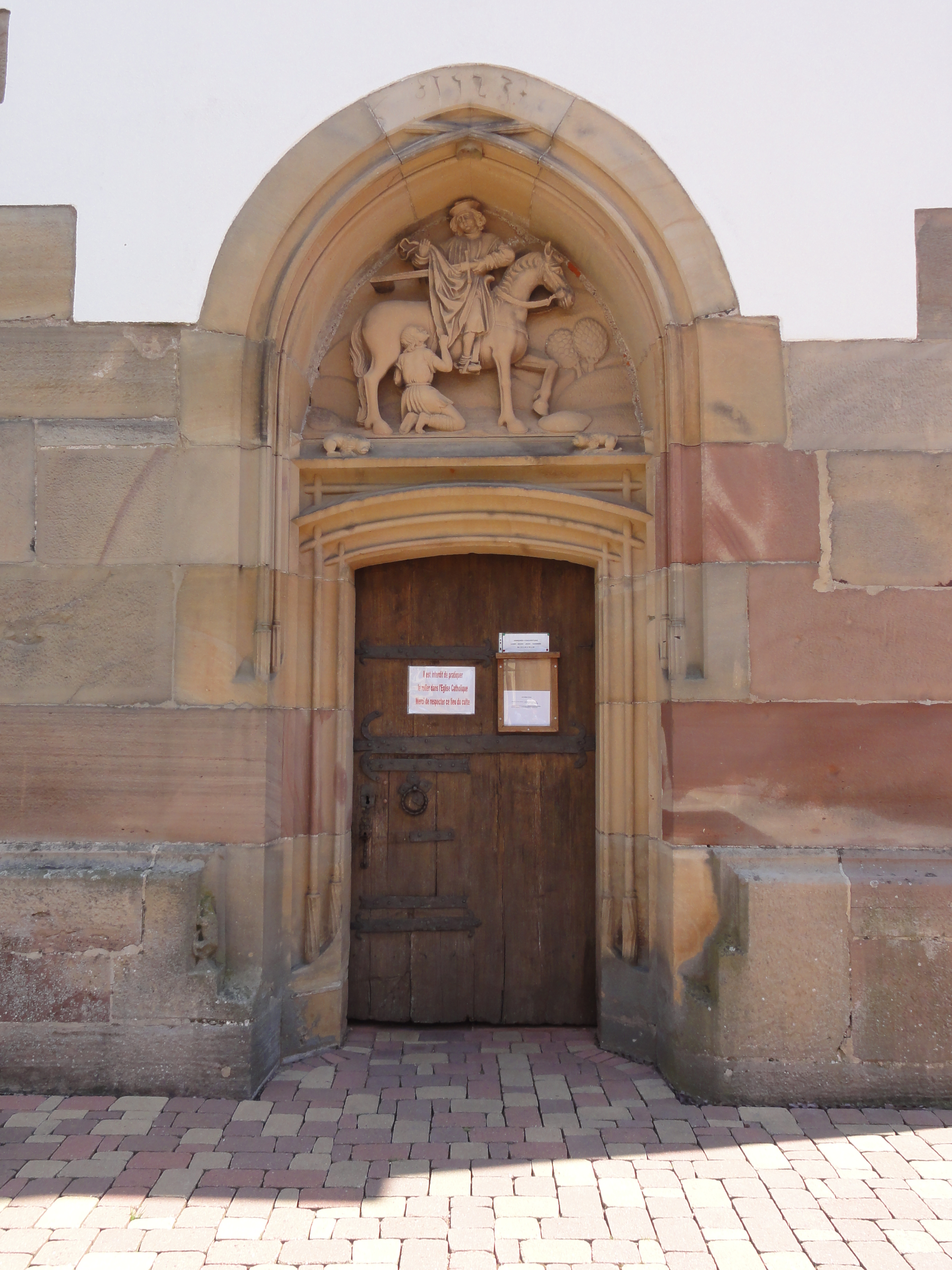
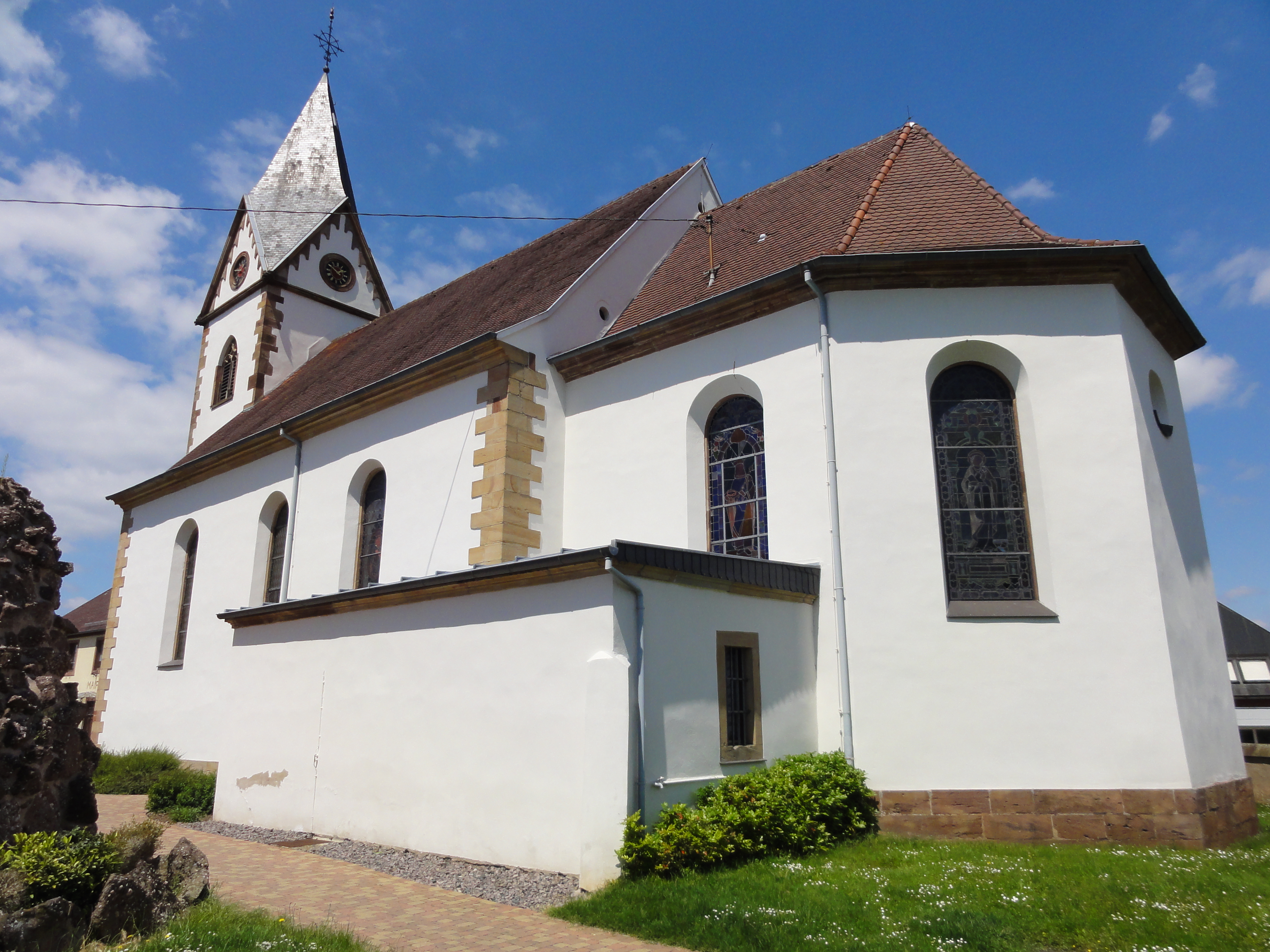
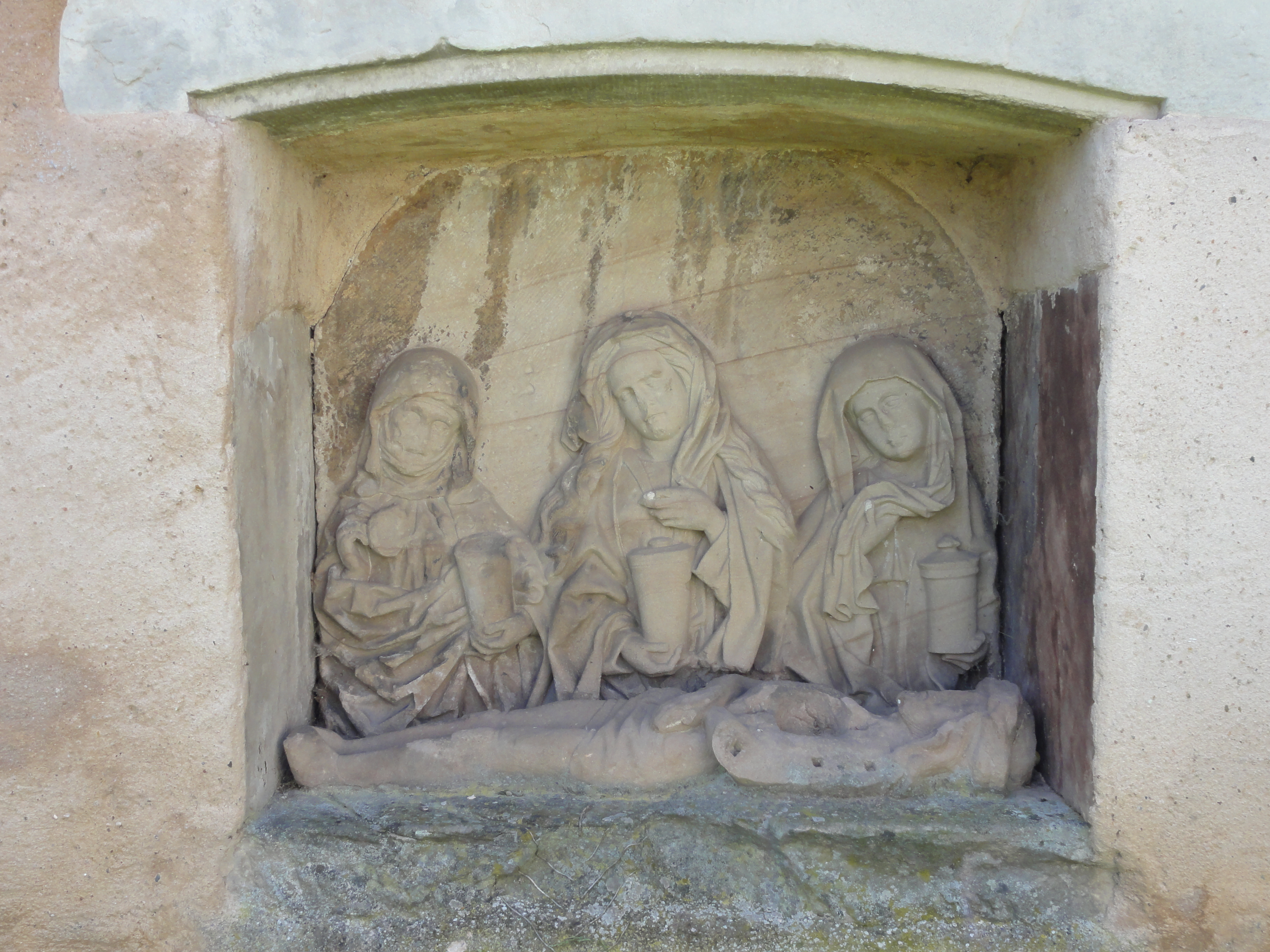